# Артер, Гарри
Гарри Николас Артер ((англ. Harry Nicholas Arter)); род. 28 декабря 1989, Сидкап, Большой Лондон) — ирландский и английский футболист, полузащитник клуба «Ноттингем Форест». Выступал за сборную Ирландии.

## Клубная карьера

### «Чарльтон Атлетик»
Воспитанник английского клуба «Чарльтон Атлетик». За взрослую команду дебютировал 25 сентября 2007 года в матче 3-го раунда Кубка лиги против «Лутон Таун».
В сезоне 2008/2009 был в аренде в клубах «Стейнс Таун» и «Уэллинг Юнайтед».

#### «Уокинг»
Летом 2009 года перешёл в «Уокинг». В сезоне 2009/2010 сыграл 36 матчей и забил 4 гола в Национальной лиге Юг (6-й уровень в системе лиг Англии).

### «Борнмут»
Летом 2010 года перешёл в «Борнмут». В сезоне 2010/2011 сыграл 18 матчей в Лиге 1 (3-й уровень в системе лиг Англии). Во второй половине сезона был в аренде в «Карлайл Юнайтед». Сыграл 5 матчей и забил 1 гол в Лиге 1. В сезоне 2011/2012 сыграл 34 матча и забил 5 голов в Лиге 1. В сезоне 2012/2013 сыграл 37 матчей и забил 8 голов в Лиге 1. Клуб занял 2-е место и напрямую вышел в Чемпионшип. В сезоне 2013/2014 сыграл 31 матч и забил 3 гола в Чемпионшипе. В сезоне 2014/2015 сыграл 43 матча и забил 9 голов в Чемпионшипе. Клуб стал чемпионом и, впервые в истории, вышел в АПЛ. Сам Артер был признан лучшим игроком сезона в «Борнмуте». В сезоне 2015/2016 сыграл 21 матч и забил 1 гол в АПЛ. В сезоне 2016/2017 сыграл 35 матчей и забил 1 гол в АПЛ. В сезоне 2017/2018 сыграл 13 матчей и забил 1 гол в чемпионате. В сезоне 2018/19 был в аренде в «Кардифф Сити». Сыграл 25 матчей в чемпионате.

### Карьера в сборной
Дебютировал за сборную Ирландии 7 июня 2015 года в товарищеском матче против сборной Англии.

## Статистика

### Международная
| Матчи Артера за сборную Ирландии | Матчи Артера за сборную Ирландии | Матчи Артера за сборную Ирландии | Матчи Артера за сборную Ирландии | Матчи Артера за сборную Ирландии | Матчи Артера за сборную Ирландии | Матчи Артера за сборную Ирландии |
| №                                | Дата                             | Оппонент                         | Счёт                             | Голы                             | Соревнование                     |                                  |
| -------------------------------- | -------------------------------- | -------------------------------- | -------------------------------- | -------------------------------- | -------------------------------- | -------------------------------- |
| 1                                | 7 июня 2015                      | Англия                           | 0:0                              | —                                | Товарищеский матч                |                                  |
| 2                                | 27 мая 2016                      | Нидерланды                       | 1:1                              | —                                | Товарищеский матч                |                                  |
| 3                                | 31 августа 2016                  | Оман                             | 4:0                              | —                                | Товарищеский матч                |                                  |
| 4                                | 12 ноября 2016                   | Австрия                          | 1:0                              | —                                | Отборочные матчи ЧМ-2018         |                                  |
| 5                                | 4 июня 2017                      | Уругвай                          | 3:1                              | —                                | Товарищеский матч                |                                  |
| 6                                | 11 июня 2017                     | Австрия                          | 1:1                              | —                                | Отборочные матчи ЧМ-2018         |                                  |
| 7                                | 2 сентября 2017                  | Грузия                           | 1:1                              | —                                | Отборочные матчи ЧМ-2018         |                                  |
| 8                                | 6 октября 2017                   | Молдавия                         | 2:0                              | —                                | Отборочные матчи ЧМ-2018         |                                  |
| 9                                | 9 октября 2017                   | Уэльс                            | 1:0                              | —                                | Отборочные матчи ЧМ-2018         |                                  |
| 10                               | 11 ноября 2017                   | Дания                            | 0:0                              | —                                | Отборочные матчи ЧМ-2018         |                                  |
| 11                               | 14 ноября 2017                   | Дания                            | 1:5                              | —                                | Отборочные матчи ЧМ-2018         |                                  |
| 12                               | 28 мая 2018                      | Франция                          | 0:2                              | —                                | Товарищеский матч                |                                  |
| 13                               | 2 июня 2018                      | США                              | 2:1                              | —                                | Товарищеский матч                |                                  |
| 14                               | 13 октября 2018                  | Дания                            | 0:0                              | —                                | Лига наций УЕФА 2018/2019        |                                  |
| 15                               | 16 октября 2018                  | Уэльс                            | 0:1                              | —                                | Лига наций УЕФА 2018/2019        |                                  |
| 16                               | 23 марта 2019                    | Гибралтар                        | 1:0                              | —                                | Отборочные матчи ЧЕ-2020         |                                  |
| 17                               | 6 сентября 2020                  | Финляндия                        | 0:1                              | —                                | Лига наций УЕФА 2020/2021        |                                  |
| 18                               | 3 июня 2021                      | Андорра                          | 4:1                              | —                                | Товарищеский матч                |                                  |
| 19                               | 12 октября 2021                  | Катар                            | 4:0                              | —                                | Товарищеский матч                |                                  |

Итого: 19 матчей / 0 голов; 9 побед, 6 ничьих, 4 поражения.

## Достижения

### Командные
Борнмут
- 2-е место в Лиге 1 (прямой выход в Чемпионшип) (1): 2012/2013.
- Чемпион Англии (Чемпионшип) (1): 2014/2015.

### Личные
- Лучший игрок сезона в «Борнмуте» (1): 2014/2015.

## Личная жизнь
Гарри Артер — шурин английского футболиста Скотта Паркера. Паркер женат на сестре Гарри, Карли.
В декабре 2015 года у Гарри и его партнёра, Рэйчел, во время родов умерла дочь. В феврале 2017 года у пары родилась дочь, которую назвали Рэйн.